# Bożków (paleis)
Bożków is een laat 18e-eeuws kasteel in de Poolse provincie Neder-Silezië. In deze provincie staat circa 25% van alle kastelen in Polen, terwijl het slechts 6% van het land beslaat. De basis van het kasteel ligt in de jaren kort na de Dertigjarige Oorlog. Anno 2020 staat het in vervallen staat leeg en is de tuin openbaar toegankelijk.

## Geschiedenis
Het Bożkówpaleis heeft de huidige vorm gekregen vanuit een landhuis, welke door de familie Raueck gebouwd werd tussen 1570 en 1625. Het werd gebouwd in renaissancestijl en bestond uit twee bouwlagen in symmetrische opzet. In 1675 werd het verbouwd in de stijl van de barok. In de 18e eeuw kreeg de Pruisische grafelijke familie Von Magnus het landgoed in handen. Graaf Anton Alexander von Magnis liet het in de jaren 1787-1792 uitbreiden.
Tussen 1870 en 1877 is een groot deel van het paleis afgebrand. Hierna werd het herbouwd en Wilhelm von Magnis liet het gebouw ook meteen uitbreiden en het werd rijker uitgevoerd dan het oude gebouw. Het huidige pand heeft door de uitbreidingen een onregelmatige plattegrond gekregen. De betrokken architect was Ewald Berger, maar de ontwerpend architect was K. Schmidt. Deze heeft ook aan het Pruisisch koninklijk hof gewerkt. Het paleis kreeg nu in plaats van de strakke barokke vormen, meer levendige neorenaissance vormen, compleet met nieuwe torens en verwijzingen naar Franse architectuur. Het interieur werd echter meer historiserend gebouwd.
In 1945 werd het complex eigendom van de Staat. Het gebouw kwam leeg te staan en werd een ruïne. In 1956 werd een renovatie uitgevoerd, waarna het gebouw gebruikt werd door een school. Anno 2020 is het gebouw in particulier bezit. Een groot deel van de originele decoraties zijn verwijderd, grote ornamenten zoals trapleuningen, schouwen en plafonds zijn nog wel aanwezig.

## Complex
Het complex ligt in de vallei van de Bożkowski Potok, een zijstroom van de Ścinawka. Het omvat verschillende gebouwen. Naast het paleis staan er ook:
- een observatorium
- een wandelpark (voormalige tuin)
- een park om te jagen
- fazanterie

### Exterieur paleis
De muren van het paleis zijn gepleisterde baksteen, met natuurstenen details en rustica. Rondom de ramen zijn lijsten aangebracht. Alle delen van het paleis zijn twee bouwlagen hoog en gedekt door een zadeldak. De balzaal is echter wel hoger dan de andere bouwdelen. Een ander bouwdeel is gedekt door een schilddak. De hal, het voormalige landhuis, heeft een vierkante plattegrond. Ten zuiden van de hal staat een uitbouw welke geflankeerd wordt door twee torens. De oostelijke vleugel heeft een driehoekige opzet met grote torens op de hoeken. Een aantal dakkapellen loopt over de dakgoot door. Vrijwel alle daken hebben ook meerdere schoorstenen die net onder of door de nok heen komen.
De torens zijn voorzien van kegeldaken. Het gebouw heeft vijf toren, waarvan de grootste verticaal wordt opgedeeld door pilasters. Deze toren heeft een torenspits met flankerende torentjes, deze torentjes zijn nep erkertorens.
Aan de noordelijke muur is een balkon geplaatst, deze overkeek de tuin welke in Franse stijl was aangelegd. De tuin is later omgevormd naar een Engelse landschapstuin.

### Interieur paleis
De plafonds, tongewelven, zijn voorzien van boogvelden en kruisgewelven. De platte plafonds hebben kroonlijsten of zijn gevormd als valse balkenplafonds of valse cassetteplafonds. Een deel van de kamers bevat nog de originele, rijke, decoraties. Onder andere de hal en de eetkamer bevatten nog het originele stucwerk uit de periode 1793-1802. Een aantal ruimtes hebben nog het originele historiserende interieur van rond 1870. Het gaat hierbij onder andere om de bibliotheek en de studeerkamer. Dit interieur bestaat uit onder andere houten betimmering, bas-reliëfs en supraportes. In andere kamers staan nog originele delen, zoals de openhaarden, trapleuningen en deuren en kozijnen.